# Nazism
Nazismul sau Național-Socialismul (în germană: Nationalsozialismus) a fost ideologia și politica totalitară naționalistă, rasistă, antisemită și anticomunistă a Germaniei naziste, care au fost aplicate în timpul dictaturii lui Adolf Hitler în statul german între 1933 și 1945. Cuvântul "nazism" provine de la prescurtarea numelui național-socialism (Nationalsozialismus, prescurtat în germană Nazi, pronunțat /ˈna.t͡si/, v. AFI). În 1921, Hitler a devenit liderul Partidului Muncitoresc Național-Socialist German (Nationalsozialistische Deutsche Arbeiterpartei, scurt NSDAP), iar la 30 ianuarie 1933 cancelarul (prim-ministrul) Germaniei, al Reich-ului german, cunoscut drept Al treilea Reich.

Svastica, simbolul principal al nazismului și încorporat în drapelul național al Germaniei naziste după anul 1935

În momentul de față, în Germania, nazismul precum și folosirea svasticii sunt interzise prin lege, dar mai există grupări și chiar partide neonaziste, unele ilegale. Folosirea simbolurilor naziste, inclusiv a svasticii, nu este permisă în Germania decât în cazuri excepționale.
Nazismul este o formă de fascism, cu dispreț pentru democrația liberală și sistemul parlamentar. Credințele sale includ sprijinul pentru dictatură, antisemitism, fervent, anticomunism, anti-slavism, sentiment anti-romi, rasism științific, supremație albă, nordicism, darwinism social, homofobie, abilism și folosirea eugeniei. 
Naționalismul extrem al naziștilor își are originea în pan-germanism și mișcarea etno-naționalistă Völkisch, care a fost un aspect proeminent al ultranaționalismului german de la sfârșitul secolului al XIX-lea. Nazismul a fost puternic influențat de grupurile paramilitare Freikorps care au apărut după înfrângerea Germaniei în Primul Război Mondial , din care a provenit „cultul violenței” care stau la baza partidului. A subscris teoriilor pseudoștiințifice ale unei ierarhii rasiale, identificând etnicii germani ca parte a ceea ce naziștii considerau o rasă maestru ariană sau nordică.
Nazismul a căutat să depășească diviziunile sociale și să creeze o societate germană omogenă bazată pe puritatea rasială care reprezenta o comunitate populară (Volksgemeinschaft). Naziștii și-au propus să unească pe toți germanii care trăiesc pe teritoriul istoric german, precum și să câștige terenuri suplimentare pentru expansiunea germană sub doctrina Lebensraum și să-i excludă pe cei pe care îi considerau fie străini comunitari, fie rase „inferioare” (Untermenschen).
Termenul de „socialism național” a apărut din încercările de a crea o redefinire naționalistă a socialismului , ca alternativă atât la socialismul internațional marxist, cât și la capitalismul de piață liberă. Nazismul a respins conceptele marxiste de conflict de clasă și egalitate universală, s-a opus internaționalismului cosmopolit și a căutat să convingă toate părțile noii societăți germane să-și subordoneze interesele personale „ binelui comun”, acceptând interesele politice ca prioritate principală a organizării economice, care tindea să se potrivească mai degrabă cu perspectiva generală a colectivismului sau a socialismului.
Succesorul Partidului Nazist, Partidul Muncitoresc German pan-german naționalist și antisemit, a fost înființat la 5 ianuarie 1919. La începutul anilor 1920, partidul a fost redenumit Partidul Național Socialist al Muncitorilor Germani pentru a face apel la muncitorii de stânga, o redenumire la care Hitler a obiectat inițial. Programul Național Socialist, sau „25 de puncte”, a fost adoptat în 1920 și a cerut o Germanie Mare unită care să refuze cetățenia evreilor sau celor de origine evreiască, sprijinind totodată reforma agrară și naționalizarea unor industrii. În Mein Kampf („Lupta mea”), publicat în 1925–1926, Adolf Hitler a subliniat antisemitismul și anticomunismul din centrul filozofiei sale politice, precum și disprețul său pentru democrația reprezentativă, asupra căreia a propus Führerprinzip (principiul liderului ) și credința sa în dreptul Germaniei la extinderea teritorială a naziștilor.
Obiectivele lui Hitler au implicat extinderea spre est a teritoriilor germane, colonizarea germană a Europei de Est și promovarea unei alianțe cu Marea Britanie și Italia împotriva Uniunii Sovietice.
Partidul Nazist a câștigat cea mai mare pondere a votului popular la cele două alegeri generale ale Reichstag-ului din 1932, făcându-le de departe cel mai mare partid din legislatură, deși încă sub o majoritate totală (37,3% la 31 iulie 1932 și 33,1% la 6 noiembrie 1932). Deoarece niciuna dintre partide nu a fost dispusă sau capabilă să formeze un guvern de coaliție, Hitler a fost numit cancelar al Germaniei la 30 ianuarie 1933 de către președintele Paul von Hindenburg, prin sprijinul și complicitatea naționaliștilor tradiționali conservatori care credeau că îl pot controla pe el și pe partidul său. Odată cu utilizarea decretelor prezidențiale de urgență de către Hindenburg și o modificare a Constituției de la Weimar care a permis Cabinetului să guverneze prin decret direct, ocolind atât Hindenburg, cât și Reichstag, naziștii au înființat curând un stat cu partid unic și au început Gleichschaltung.
Sturmabteilung (SA) și Schutzstaffel (SS) au funcționat ca organizații paramilitare ale Partidului Nazist. Folosind SS pentru această sarcină, Hitler a epurat facțiunile mai radicale din punct de vedere social și economic ale partidului la mijlocul anului 1934. După moartea președintelui Hindenburg, la 2 august 1934, puterea politică s-a concentrat în mâinile lui Hitler și acesta a devenit șeful statului german, precum și șeful guvernului, cu titlul de Führer und Reichskanzler , adică „lider și cancelar al Germaniei”. Din acel moment, Hitler a fost efectiv dictatorul Germaniei naziste – cunoscut și sub numele de Al Treilea Reich - sub care evreii, oponenții politici și alte elemente „indezirabile” au fost marginalizați, închiși sau uciși. În timpul celui de-al Doilea Război Mondial, multe milioane de oameni – inclusiv aproximativ două treimi din populația evreiască a Europei – au fost în cele din urmă exterminate într-un genocid care a devenit cunoscut sub numele de Holocaust. În urma înfrângerii Germaniei în cel de-al Doilea Război Mondial și a descoperirii întregii întinderi a Holocaustului, ideologia nazistă a devenit universală dezonorată. Este considerat pe scară largă ca fiind rău, doar câteva grupuri rasiste marginale, denumite de obicei neo-naziști, descriindu-se ca adepți ai național-socialismului. Utilizarea simbolurilor naziste este interzisă în multe țări europene, inclusiv Germania și Austria.

## Hitler și cartea sa "Mein Kampf"

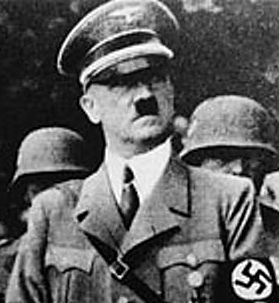
Adolf Hitler.

Ideologic, nazismul a preferat în permanență primatul acțiunii asupra gândirii. În timp ce se afla în închisoarea Landsberg, (în 1923-1924), Hitler și-a dictat prima parte din „Mein Kampf” (Lupta mea), care a devenit „biblia” național-socialismului german. Alături de programul în 25 de puncte din 1920, lucrarea a reprezentat cadrul de bază al nazismului. Ideile lui Hitler s-au întemeiat pe o concepție rasistă. El considera că omenirea poate fi împărțită pe baza unei ierarhii valorice a raselor și că viața nu reprezintă nimic altceva decât supraviețuirea celor adaptabili. Credea că „darwinismul social” se extinde la lupta între rase, și întocmai cum animalele se luptă pentru hrană și perpetuare, tot așa și în specia umană cei puternici înlătură sângele (caracterele presupus ereditare) celor slabi. „Poporul de stăpâni” („Herrenvolk”) era de "rasă ariană”, alcătuit fiind din populațiile Europei de Nord. La baza piramidei rasiale Hitler îi plasează pe negri, pe slavi, pe țigani și pe evrei, pentru aceștia din urmă având sentimente de ură exacerbată. Hitler îi socotea pe evrei drept „un cancer ce roade trupul Germaniei”, o boală ce trebuie tratată, după cum ilustrează următorul citat din „Mein Kampf”:
„Alterarea sângelui și deteriorarea rasei reprezintă singurele cauze care explică declinul civilizațiilor străvechi; niciodată războiul nu a ruinat națiunile, ci pierderea puterii lor de rezistență – caracteristica exclusivă a sângelui raselor pure. În această lume, oricine nu este de origine sănătoasă poate fi considerat pleavă”.
După părerea lui Hitler, nu există nici o alternativă realistă la guvernarea dictatorială. Încă din timpul anilor petrecuți la Viena, el considerase democrația parlamentară slabă și ineficientă. Aceasta încuraja tradițiile istorice germane bazate pe militarism și absolutism și, mai mult, se opunea total răspândirii comunismului.

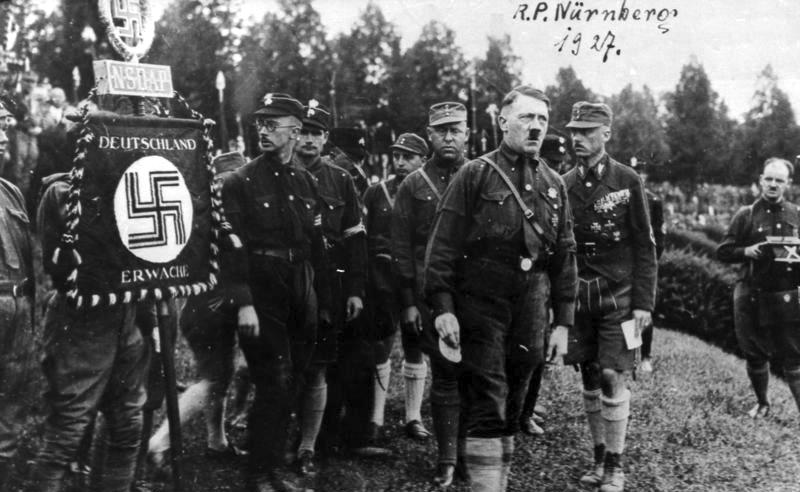

Cel din urmă element al ideologiei naziste era naționalismul de tip agresiv, care se răspândise ca urmare a condițiilor specifice din Germania ultimilor ani. În opinia multor germani ca și a lui Hitler, Armistițiul din 1918 și Tratatul de la Versailles trebuiau reconsiderate, iar teritoriile pierdute trebuiau retrocedate Germaniei. Dar naționalismul lui Hitler cerea ceva mai mult decât simpla restabilire a frontierelor din 1914. El dorea crearea unui „Reich” care să-i cuprindă pe toți acei membri ai poporului german ce trăiau dincolo de frontierele Germaniei: germanii austrieci, germanii sudeți, comunitățile germane ce trăiau de-a lungul coastei baltice – toți urmau să fie cuprinși în limitele teritoriale ale noii Germanii. Totuși, țelurile lui Hitler nu se sfârșeau aici. Visa la Germania Mare, o supraputere capabilă să rivalizeze cu Imperiul Britanic și cu Statele Unite. Un asemenea obiectiv nu putea fi atins decât printr-o extindere teritorială de mari proporții. Acesta a fost motivul pentru care Hitler ceruse „Lebensraum” („spațiu vital”) pentru Germania. Numai prin cucerirea Poloniei, Ucrainei și Rusiei putea obține Germania sursele de materii prime necesare industriei germane. Inițierea „noii ordini” în Europa de est presupunea în același timp atingerea unui obiectiv important: distrugerea Rusiei, centrul comunismului mondial. El susținea în „Mein Kampf”:
„Poporului german trebuie să i se asigure teritoriul necesar existenței sale pe pământ... Oamenii de același sânge trebuie să aparțină unui imperiu (Reich). Poporul german nu are dreptul să se angajeze într-o politică colonială până în clipa în care nu și-a adunat copiii între granițele aceluiași stat. Atunci când teritoriul Reich-ului va cuprinde pe toți germanii și nu-și va mai putea permite să ofere acestora condiții decente de trai, numai atunci se va putea vorbi de dreptul moral, rezultat din nevoile poporului, de a dobândi teritorii străine. Plugul se va transforma în sabie și lacrimile războiului vor deveni pâinea zilnică a generațiilor următoare...
Dreptul la teritoriu devine datorie în cazul în care o mare națiune pare destinată să decadă dacă nu-și extinde posesiunile. Iar acest lucru este cu atât mai adevărat atunci când națiunea în cauză nu este o comunitate mică, negroidă, ci însăși Germania-mamă a tuturor celor care au conferit lumii actuala sa formă culturală. Germania fie va deveni putere mondială, fie va dispărea. Țelul de viitor al politicii noastre externe trebuie să fie o politică îndreptată spre est, care să prevadă teritoriile considerate necesare poporului german.”

## Ideologia economică
Teoria economică nazistă se baza pe interesele locale imediate, dar încerca să se îmbine și cu concepții ideologice economice recunoscute pe plan internațional.
Politica economică internă era focalizată pe trei obiective principale:
- eliminarea șomajului
- eliminarea inflației devastatoare
- extinderea producției de bunuri de larg consum pentru a îmbunătăți standardul (nivelul) de viață al claselor de mijloc și jos.

Toate aceste obiective ținteau spre îmbunătățirea situației Republicii de la Weimar și întărirea partidului. În ceea ce privește evoluția economică, partidul a avut mare succes. Între 1933 și 1936, PNB al Germaniei a crescut cu o rată anuală de 9,5 %, în timp ce industria luată singură a crescut în medie chiar cu 17,2 %. Expansiunea economică a scos Germania din criza economică în care se afla după primul război și a redus drastic șomajul în mai puțin de patru ani. Consumul public a crescut anual cu 18,7 %, iar consumul particular cu 3,6 %. O mare parte din această producție a fost îndreptată însă către mașina de război. De aceea, odată cu începerea războiului a început să se simtă din nou o presiune economică, dar nu atât de acută ca în timpul Republicii de la Weimar. Se pare că succesul economiei germane a fost unul dintre motivele pentru care societatea a fost de acord cu războiul.

## Ideologia internațională

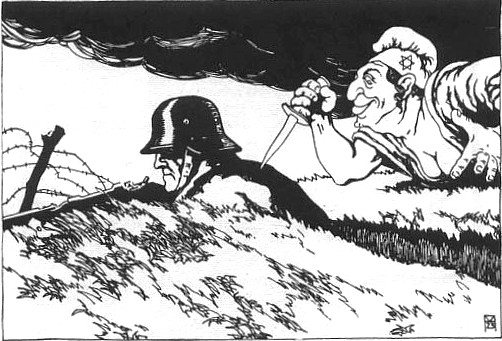
Afiș austriac din 1919 în care sunt învinuiți evreii pentru înfrângerea trupelor germane din primul război mondial.

Din punct de vedere internațional, partidul nazist susținea ipoteza creării crizei economice din anii 1930 de către o conspirație internațională a marilor bancheri. Capul acestei conspirații era considerat a fi un grup de evrei, ceea ce motiva o dată în plus distrugerea acestei etnii în timpul holocaustului. Aceste organizații ale bancherilor erau bine-cunoscute în acea vreme și se știa că puteau influența statele naționale prin extinderea sau retragerea creditelor. Influența lor nu se limita la statele mici, precum stătulețele germane care au precedat unificarea germană din anii '70 ai secolului al XIX-lea, ci putea privi chiar și marile puteri europene începând cu secolul al XVI-lea. De altfel multe companii transnaționale din perioada secolelor XVI-XIX (Dutch East India Company, de exemplu) au fost create special pentru a se angaja în războaie în locul guvernelor, și nu invers.
Se poate spune că partidul nazist era împotriva puterii companiilor multinaționale în raport cu statul națiune. Această opinie era comună cu cea a partidelor politice de centru-stânga și chiar cu grupurile politice anarhiste din partea opusă a spectrului politic.
Partidul nazist avea o concepție foarte limitată despre economia internațională. După cum spune și numele „național-socialist”, partidul dorea să încorporeze resursele companiilor internaționale în Reich cu forța, și nu prin comerț. În loc ca statul să ceară companiilor bunuri din producția industrială și să aloce materiile prime necesare la producția lor (ca în sistemul comunist/socialist), statul plătea pentru aceste bunuri. Aceasta permitea prețului să joace un rol esențial în ceea ce privește informația în legătură cu lipsa de bunuri sau necesarul de capital în tehnologie sau munca pentru a produce bunuri.
De asemenea, în companii era prezentă o structură sindicalistă superficială - atât partidul fascist german cât și cel italian au început lupta politică fiind mișcări sindicale ale muncitorilor, dar devenind dictaturi (în cazul german, regim totalitar). Ideea s-a păstrat în timp, anume se dorește uneori un control al statului pentru eliminarea conflictelor potențiale din relațiile dintre patronat și muncitori.

## Politica statului german nazist
Toate aceste teorii au fost folosite pentru a justifica rezultatele totalitare, de ură rasială și opresiune, folosind toate mijloacele statului. Acestea sunt pe scurt:
- Naționalism etnic, inclusiv definiția germanilor drept „rasă stăpână” (Herrenvolk)
- Rasismul și antisemitismul
- Anticomunismul
- Anticlericalismul
- Eugenía (omorârea raselor „sclave” și a celor „parazitare” pentru a purifica „rasa stăpână”)

„Principiul conducătorului” (Führerprinzip) era un element cheie în ideologia fascistă, în care conducătorul simbolizează întruparea mișcării politice și a națiunii.
Cel mai proeminent nazist a fost Hitler, care a condus Germania drept cancelar (= prim-ministru) între 30 ianuarie 1933 și până ce s-a sinucis la 30 aprilie 1945. El a împins Germania în Al Doilea Război Mondial și a fost responsabil pentru moartea a peste 20 de milioane de oameni precum și pentru holocaust. În timpul lui Hitler naționalismul și rasismul au fost combinate într-o ideologie și politică militaristă de stat exaltată și extremă, care servea propriilor sale țeluri.

## Nazismul și fascismul
Nazismul este adesea confundat cu fascismul. Nazismul a preluat unele elemente din fascism: dictatura, iredentismul teritorial și bazele teoriei economice. Benito Mussolini, fondatorul fascismului, nu era antisemit până la realizarea unei alianțe cu Hitler, cel de la care provine rasismul prezent în nazism. Dictatorul spaniol Francisco Franco folosea des cuvântul „fascist” pentru a desemna pe cei care se opuneau comunismului.
Din punct de vedere economic, nazismul și fascismul au multe elemente comune. Nazismul poate fi considerat ca subdiviziune a fascismului (toți naziștii sunt fasciști, dar nu toți fasciștii sunt naziști). O caracteristică a economiei din cele două sisteme naționaliste este controlul exercitat de stat asupra finanțelor, investițiilor (alocarea de credite), industriei și agriculturii. Totuși, în ambele sisteme au continuat să existe sectorul privat (inclusiv concerne), cât și economia de piață în general.

## Nazismul și religia
Relația dintre nazism și creștinism poate fi descrisă ca fiind complexă și controversată. Hitler folosea simbolistica creștină în scopurile sale. Unii autori creștini îl considerau ateu, ocultist sau chiar satanist, deși Hitler a fost botezat creștin catolic și nu a fost exclus (excomunicat) niciodată din Biserică, și nici n-a declarat vreodată că renunță la religia creștină în care a fost crescut. Din eseul politic al lui Hitler, Mein Kampf ("Lupta mea") reiese că Hitler se considera creștin (cel puțin la începutul anilor '20) și că la interpretarea unora dintre realitățile politice contemporane vădea unele influențe din creștinism: Hitler citează în sprijinul antisemitismului lui Evanghelia, și anume episodul în care Hristos îi alungă pe negustori din templu; declară că, opunându-se evreilor, este convins că acționează în acord cu voința Atotputernicului; îi critică pe compatrioții care încheie pact electoral cu "evreii cei atei"; și se roagă ca Dumnezeu să binecuvânteze lupta pe care o pregătește pentru "libertate". Și după anii '20 (când a fost scrisă și publicată Mein Kampf) Hitler se manifestă tot ca un catolic convins, așa cum arată de exemplu discursul lui în parlament cu ocazia adoptării legii de împuternicire (legea care acorda puteri depline cancelarului și guvernului său). Hitler a recurs la motive religioase și figuri de stil inspirate din creștinism și în discursurile sale politice. De exemplu, într-un alt discurs rostit la 27 octombrie 1928, Hitler declara: "Mișcarea noastră este realmente creștină. Suntem animați de dorința de a-i vedea pe catolici și pe protestanți regăsindu-se unii pe alții în acest ceas de cumpănă pentru poporul nostru.". Propaganda nazistă s-a folosit și de una dintre cărțile reformatorului Martin Luther,Von den Jüden und iren Lügen (Despre evrei și minciunile lor).
O parte însemnată din clerul romano-catolic s-a opus nazismului din cauza incompatibilității lui cu morala creștină dar și din cauză că ascensiunea mișcării naziste a lui Hitler eroda popularitatea partidului catolic (Zentrum la nivel federal și BVP în Bavaria), fapt care se repercuta, firește, asupra rezultatelor electorale ale partidelor catolice.. Catolicii germani au fost în general vehicule ale antisemitismului german cu mult timp înainte de apariția nazismului sau a lui Hitler, iar printre protestanți antisemitismul nu era nici el mai mic decât printre catolici.. Cartea lui Hitler (Mein Kampf) a fost editată de un preot, teolog și călugăr ieronimit catolic (Bernhard Stempfle), care de altfel era deja la acel moment editorul unui jurnal bavarez antisemit foarte popular în toată Germania (anume Miesbacher Anzeiger). Acesta a făcut (alături de alți naziști) corectura scrierii politice a lui Hitler, a publicat cartea acestuia la casa lui de publicații, dar a și avut o contribuție importantă în chiar scrierea celei de-a doua jumătăți a Mein Kampf-ului. La fel ca opozanții politici, numeroși preoți au fost internați în lagăre de concentrare (la început în cel din Dachau), încă din 1933. Dar ierarhia superioară a bisericii, inclusiv Papa Pius al XII-lea, a adoptat o atitudine de relativă pasivitate față de ideologia nazistă. Continuă și în prezent controversa privind prezumtiva complicitate a Papei Pius al XII-lea. Antisemitismul, chiar și în forma sa economică modernă, a fost incitat în Germania de lideri de opinie creștini: așa cum presa catolică și conservatoare a sugerat populației berlineze lovite de faliment și șomaj în criza economică din 1873 că vina pentru acea criză ar fi avut-o evreii, tot așa au găsit naziștii aceeași explicație facilă pentru eșecul german în primul război mondial și pentru marile crize economice din perioada interbelică.
Teza că ocultismul (Societatea Thule) a fost la originea nazismului a fost enunțată de liderul Societății Thule și respinsă cu dezgust de Partidul Nazist (care căuta să nu ofenseze germanii) drept asociere cu oameni rău-famați. În istoriografia secolului XXI această teză nu mai este creditată.
Germania Nazistă nu a avut o religie oficială, ci doar o aserțiune vagă că există un fel de Dumnezeu.

## Nazismul și Scientismul
Ca toate ideologiile vremii (liberalismul, socialismul), și fascismul german în variantă nazistă era fascinat de scientism (convingerea că "tot faptul vieții umane trebuie să fie orientat și să ia lecții din descoperirile științelor" (secțiunea "Spencer's Scientism", în articolul "Education" în Britannica online dec. 2012). Popularizarea teoriei evoluției produsă pe terenul social încă marcat de un weltanschauung elitist-aristocrat va duce în conștiința generațiilor trăitoare la finele secolului al XIX-lea și la începutul secolului XX la "o echivalență" mecanică și hazardată (pentru că bazată pe observații inerent incomplete, în plus din niște științe de abia născute) "a naturii și culturii, umanitatea devenind astfel și ea o simplă specie a viului, supusă la legea celui mai puternic, un șeptel de regenerat, îmbunătățit, selecționat și evaluat în termenii seci ai cantității și calității, exact așa cum procedează crescătorul cu animalele lui domestice." Această tendință de zoologizare cu origine în scientism a produs practici precum eugenismul (care a fost practicat în formele lui aberante chiar și în statele liberale (S.U.A., Franța, România) sau socialiste (Cehoslovacia)), igiena rasială, programele de sterilizare, izolare, neglijare sau chiar eliminare a bolnavilor (psihic sau fizic), a săracilor, a asocialilor (hoți, marginali, cerșetori, "arbeitsscheue", etc.).

## Alte aspecte
După război mulți naziști de rang înalt au fost judecați și condamnați în Procesul de la Nürnberg, iar unii dintre ei chiar executați imediat pentru crime de război și crime împotriva umanității.
Simbolul nazismului era svastica în sens dextrogir. Svastica este însă de milenii simbol al norocului și al prosperității. Multe popoare au (sau au avut) svastica drept simbol, atât în antichitate (de ex. la indieni, greci, romani, celți, evrei, daci), cât și în prezent (în unele culte religioase din Extremul Orient). A fost utilizată în diverse țări până în preajma celui de-al Doilea Război Mondial (de ex. în SUA, URSS, Finlanda). Hitler se pare că l-a preluat pe filiera hindusă. Începând cu el, conotația principală a svasticii a devenit nazismul.
Spre sfârșitul secolului al XX-lea în mai multe țări din lume au apărut mișcări neonaziste, ca de exemplu în Statele Unite, Germania și alte țări europene. În țări din Europa Occidentală s-a observat recent o creștere a importanței electorale a partidelor naționaliste (Austria, Franța, Germania). În Germania, unele partide cu tendințe neonaziste (mai ales NPD, „Partidul Național-Democrat”) au câștigat în alegeri câteva locuri în parlamentele unor landuri. Partidele clar neonaziste sunt însă interzise prin lege.